# L'Univers des pompiers
L'Univers des pompiers était un musée situé à Athus en province de Luxembourg, en Belgique. Il était consacré à l'histoire des sapeurs-pompiers en général et disposait de nombreux objets et de documents relatifs aux pompiers belges. C'était le plus grand musée consacré sur ce thème en Belgique.

## Histoire
Le musée avait été créé par Jean-Jacques Biot, un ancien combattant du feu athusien qui, passionné par son métier, ouvre sa collection au public, d'abord chez lui dans une annexe aménagée pour l'occasion et ensuite dans des locaux mis à la disposition par la commune d'Aubange au début de l'année 2006.

## Localisation
Le musée était situé, 8 rue Fernand André à Athus, sur le site de l'ancienne usine sidérurgique, dans les quasi seuls bâtiments restant de cette dernière. Il est voisin, dans ces mêmes bâtiments, du musée « Athus et l'acier ».

## L'exposition
Le musée proposait une collection extraordinaire de plus de 4 000 véhicules miniatures, de plus de 800 casques et tenues de pompier intégrales provenant des cinq continents, de divers objets relatifs au métier, de figurines en plomb, tenues de pompier du monde,des photos d’époque, des calendriers, des livres et bien d'autres objets insolites. Mais surtout le musée disposait de plusieurs anciens véhicules qui retrouvaient une seconde jeunesse grâce aux volontaires qui les remettaient en ordre de marche ou les requinquaient.

## Activités
Le musée organise régulièrement des visites guidées ainsi que des bourses et des activités festives. Il travaille souvent en collaboration avec l'illustrateur et dessinateur local Stédo, créateur de bandes dessinées sur les pompiers.